# Władysław Ślewiński
Władysław Ludwig Ślewiński (ur. 1 czerwca 1856 w Białyninie, zm. 24 marca 1918 w Paryżu) – polski malarz, jeden z przedstawicieli Młodej Polski i secesji.

## Życiorys

### Młodość i wykształcenie
Urodził się 1 czerwca 1856 roku we wsi Białynin (gmina Nowa Sucha), ochrzczony w kościele parafialnym w Mikołajewie (gmina Teresin) 19 czerwca 1856 roku. Władysław był synem Kajetana Ślewińskiego, dziedzica wsi Białynin oraz Heleny z Mysyrowiczów, która zmarła przy porodzie. Był kuzynem malarza Józefa Chełmońskiego, za którego namową podjął później krótko naukę w warszawskiej Szkole Rysunkowej Wojciecha Gersona, ale jej nie ukończył.

### Kariera artystyczna
W 1886 Ślewiński przejął odziedziczony po matce majątek Pilaszkowice na Lubelszczyźnie, który w krótkim czasie poważnie zadłużył prowadząc życie „złotego i beztroskiego młodzieńca” w Warszawie. Ostatecznie majątek i finanse Ślewińskiego pogrążyło ujawnienie dużej kradzieży w miejscowej gorzelni przez gorzelnianego i urzędnika akcyzy, w wyniku czego obciążono go podatkiem akcyzowym za alkohol w wysokości 20 tysięcy rubli. Z tego powodu, w 1888 r., uciekł przed podatkami i wierzycielami do Paryża. W latach 1888–1890 studiował w paryskiej Académie Colarossi. Był też związany ze Szkołą z Pont-Aven Paula Gauguina.
W I połowie 1905 roku przyjechał do Warszawy (żona kilka miesięcy później) na otwarcie wystawy swoich prac w znanej galerii Aleksandra Krywulta, po której pozostał w Polsce do 1910 roku, przebywając i pracując głównie w Warszawie. Tu mieszkał i pracował w domach przy ulicach: Złotej 51 (1905), Szpitalnej 5 (1905-1906; kamienica Wedla) i Polnej (1909-1910), z epizodami pobytu w Poroninie (w okresie 1906-1908), Monachium (1908) i Domaniewicach (1908). Podczas pobytu w Polsce miał indywidualne wystawy w Warszawie (1905; w galerii Aleksandra Krywulta), Krakowie (1906) i Lwowie (1907).
W związku z warszawską wystawą odezwała się sprawa długów Ślewińskiego z Pilaszkowic: komornik, na polecenie jego dalekiego krewnego, który administrował tym majątkiem, zajął wystawione obrazy na sumę 4 tysięcy rubli. Ostatecznie na sumę tę złożyła się najbliższa rodzina, a szersza opinia publiczna nie dowiedziała się o tej sprawie.
Pobyt Ślewińskiego w Polsce zainspirował go do tworzenia obrazów z elementami polskiego krajobrazu i o tematyce rodzinnej. Powstały wtedy m.in. płótna Czarny las, Kościół w Grudku i Las. Podczas pobytu w Kazimierzu nad Wisłą namalował obrazy Wisła, Domy w Kazimierzu i Zamek.
W przedostatnim roku pobytu w Polsce przez pół roku był profesorem warszawskiej Szkoły Sztuk Pięknych, ale szybko zrezygnował z powodu nieumiejętności bycia nauczycielem akademickim. W 1910 roku Ślewińscy powrócili do Francji, gdzie ponownie osiedlili się w Bretanii, w Doëlan.

### Śmierć
Od 1916 roku przebywał w szpitalu Cochin w Paryżu dla nerwowo chorych, gdzie zmarł 24 marca 1918 roku. Pogrzeb odbył się trzy dni później. Zwłoki wyprowadzono z kościoła Sainte Anne de la Butte aux Cailles w Paryżu i pochowano na cmentarzu w Bagneux pod Paryżem (aleja 86, rząd 10, grób nr 36). Pierwszą wystawę pośmiertną urządziła jego żona w 1925 w Warszawie, w galerii „Zachęta”.

## Życie prywatne
Żoną Ślewińskiego była Eugenia (z pochodzenia Rosjanka, córka urzędnika rosyjskiego); z ich związku urodził się Władysław Porankiewicz (1884–1924), malarz i grafik.

## Twórczość
Malować rozpoczął późno i prawie wszystkie lata okresu twórczego spędził we Francji. Częstym tematem jego prac było morze. Malował liczne martwe natury, pejzaże – skromne, surowe, spokojne. Z Gauguinem i secesją łączyły go środki wyrazu: uproszczenia i spłaszczenie plamy barwnej oraz linearyzm.

W malarstwie posługiwał się delikatną linią, bardziej wyczuwalną niż widzianą, co widoczne jest m.in. w obrazie Czesząca się, gdzie zarówno motyw długich, jak fale lejących się włosów, miękkość oraz płynność form nasuwają myśl o ulubionych przez styl kształtach i układach. Z okresu, gdy przebywał w Krakowie, pochodzi Sierota z Poronina – w ciemnej, zgaszonej gamie syntetycznie ujętych, szerokich plam barwnych.

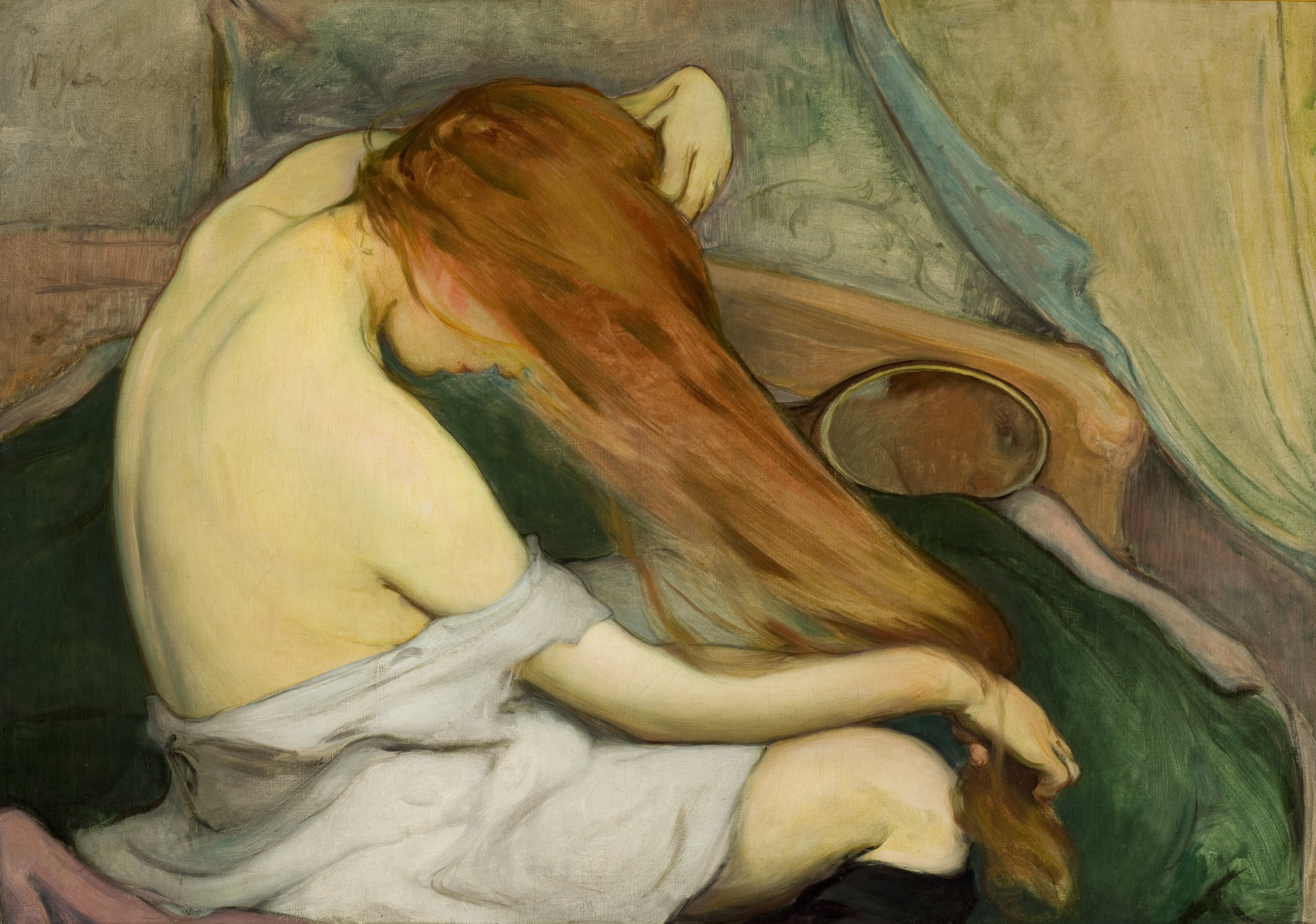
Czesząca się (1897), Muzeum Narodowe w Krakowie
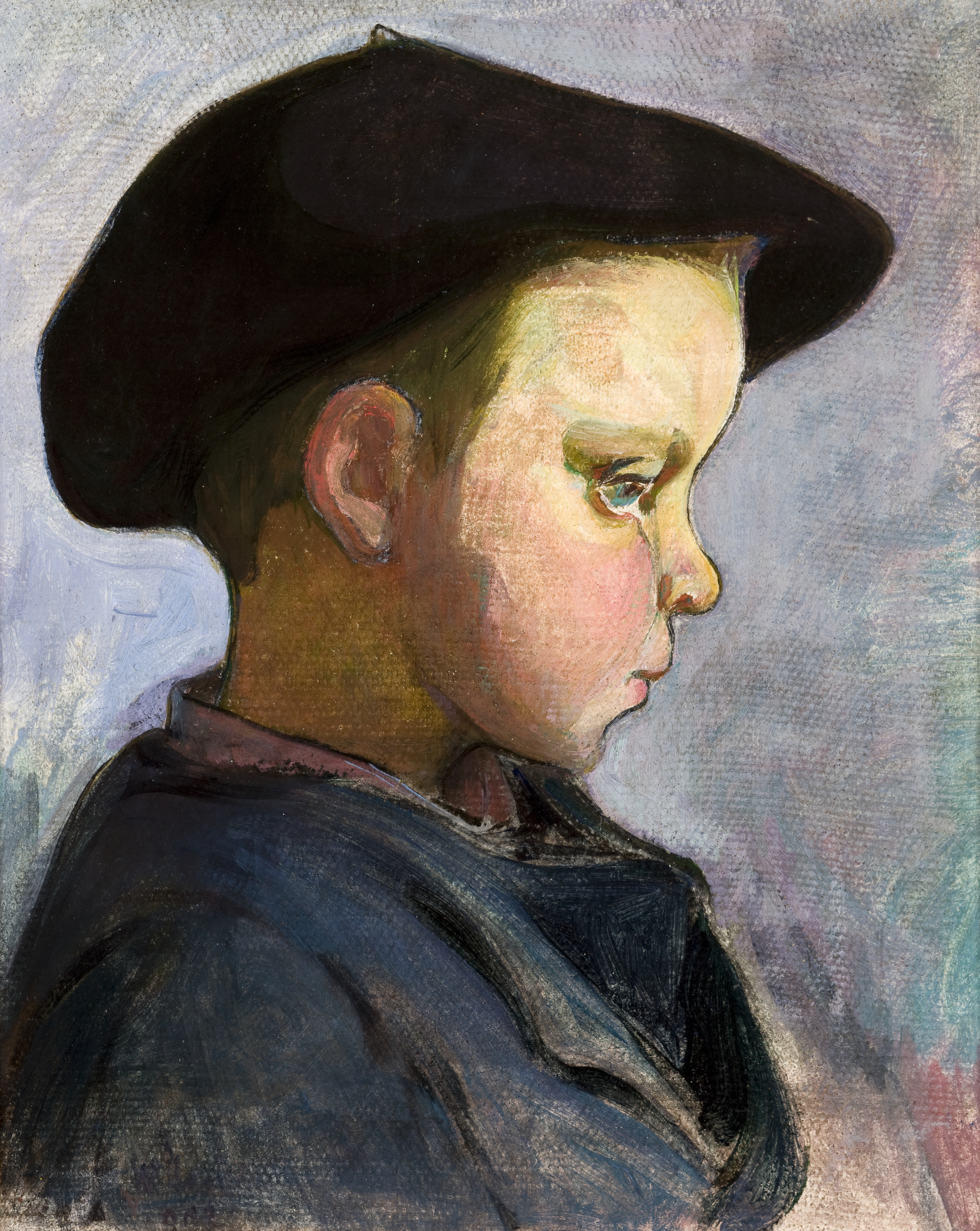
Studium chłopca (1902), Muzeum Narodowe w Krakowie
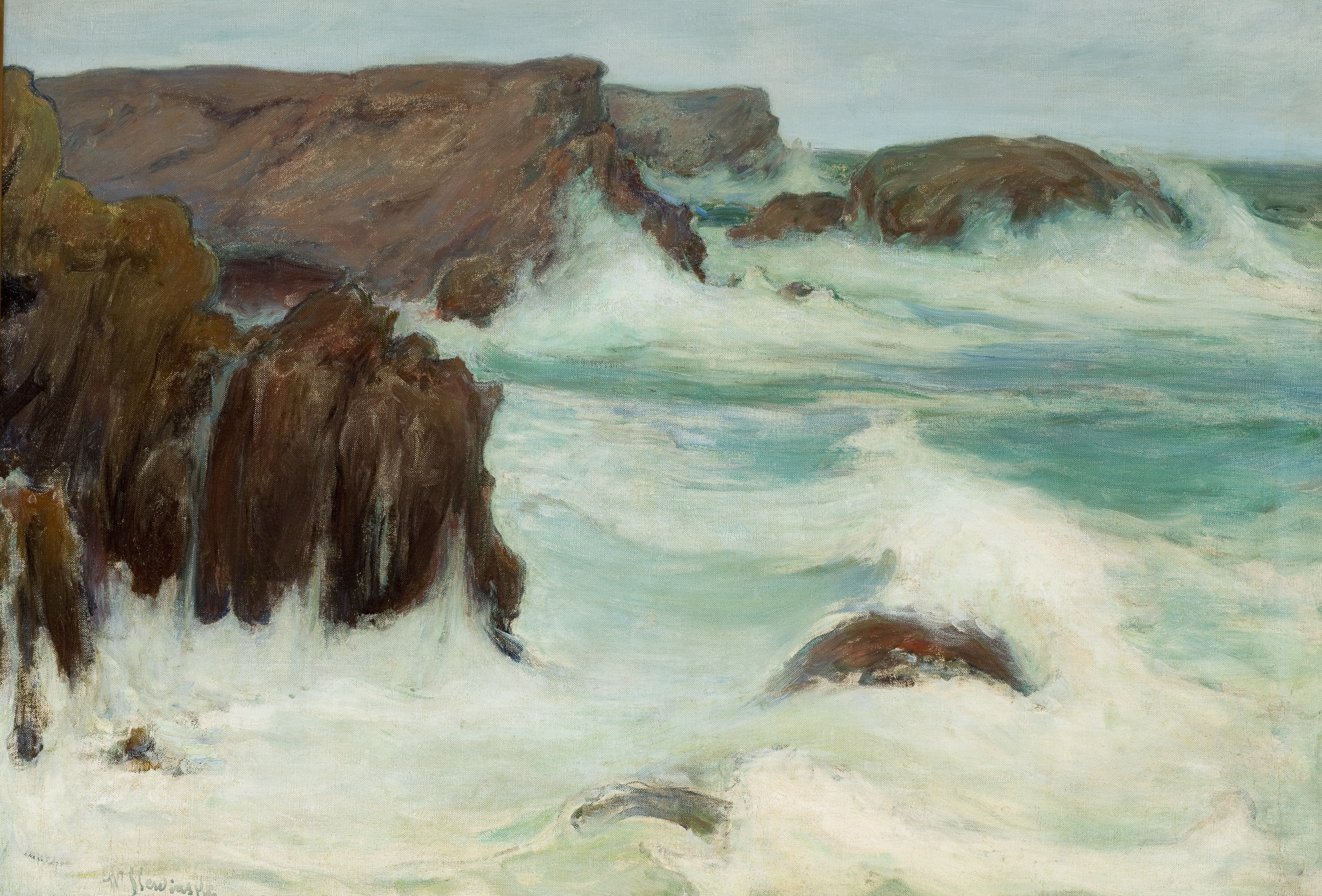
Morze w Bretanii (1904), Muzeum Narodowe w Krakowie
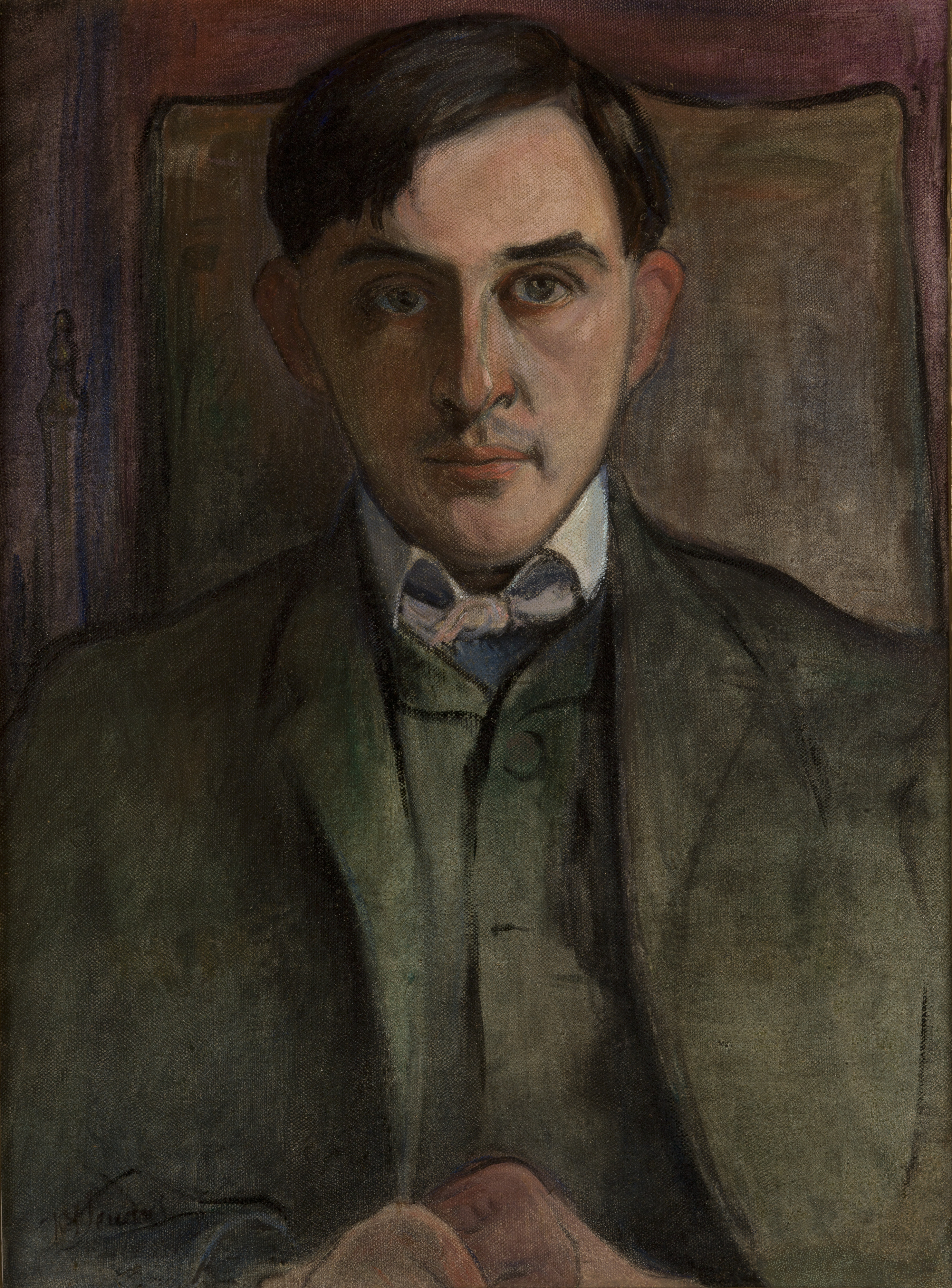
Portret Stanisława Ignacego Witkiewicza (1906-1916), Muzeum Narodowe w Krakowie
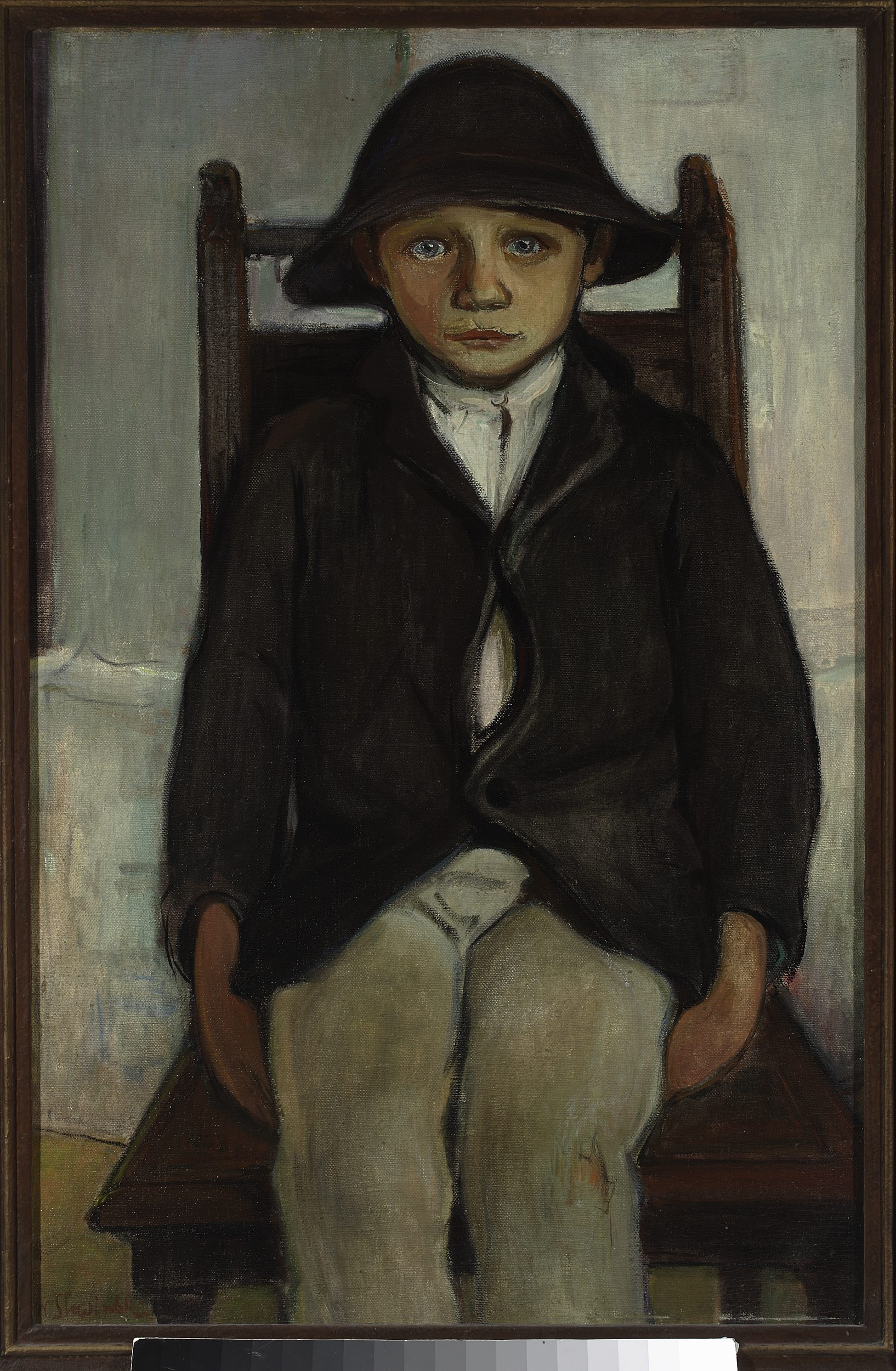
Sierota z Poronina (1906), Muzeum Narodowe w Warszawie

## Wybrane dzieła
- Czesząca się – 1897 r.
- Morze w Doëlan – ok. 1899 r.
- Anemony w wazonie – 1904 r.
- Morze w Bretanii – 1904 r.
- Sierota z Poronina – 1906 r.
- Autoportret – 1915 r.
- Morze wiosną – 1911 r.